# スパイメーカー
『スパイメーカー』（原題：Spymaker: The Secret Life of Ian Fleming）は、1990年制作のアメリカ合衆国のスパイ映画。
007シリーズの作者イアン・フレミングの若き日の活躍を描いた作品。初代ジェームズ・ボンドを演じたショーン・コネリーの実子ジェイソン・コネリーが主演。
ただし本作は、ボンドとフレミングを同一視して描いた完全なフィクションで、伝記ものではない。実際のフレミングは海外情報部勤務ではあったが、デスクワークが主体であり、任務を帯びて敵地に潜入する立場ではなかった。

## あらすじ
1930年代、ロイター通信社の記者イアン・フレミングは、堪能な語学力を見込まれて海軍のために極秘任務を遂行することになる。それはナチス・ドイツの情報部資料本部の奇襲攻撃の命令だった。

## キャスト
- イアン・フレミング：ジェイソン・コネリー
- レダ：クリスティン・スコット・トーマス
- ヘルスタイン：ジョス・アクランド
- ゴドフリー提督：デヴィッド・ワーナー
- レディ・イヴリン・フレミング：パトリシア・ホッジ
- レディ・キャロライン：フィオナ・フラートン
- リチャード・ジョンソン
- コリン・ウェランド